# Leopold Tyrmand

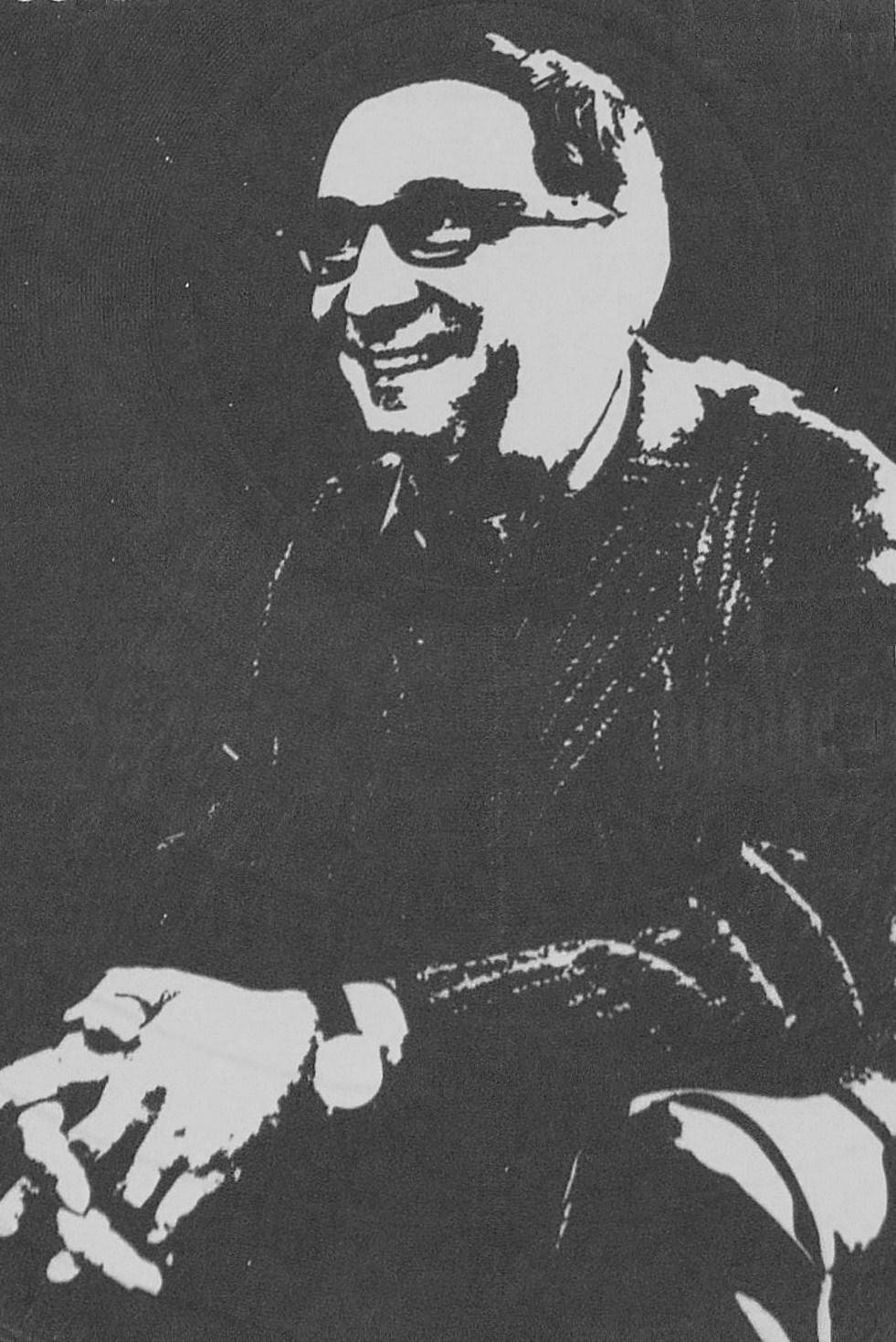
Leopold Tyrmand

Leopold Tyrmand (* 16. Mai 1920 in Warschau; † 19. März 1985 in Fort Myers) war ein polnischer Schriftsteller, Publizist und Jazz-Enthusiast.

## Leben
Tyrmand entstammte einer assimilierten jüdischen Familie, die seit vielen Generationen in Warschau lebte und sich der politischen Mitte sowie dem Liberalismus zugehörig fühlte. Lediglich einer seiner Onkel, Jerzy Tyrmand, war bekennender Kommunist und ein enger Freund des polnischen Ökonomen Oskar Lange, des Mitschöpfers des Konkurrenzsozialismus.
Nach dem Abitur am Jan-Kreczmar-Gymnasium in Warschau (Gimnazjum imienia Jana Kreczmara w Warszawie) studierte Tyrmand zunächst für ein Jahr Architektur an der Staatlichen Hochschule der Schönen Künste in Paris (École nationale supérieure des beaux-arts de Paris). Dort kam er das erste Mal mit Jazz in Berührung und wurde Stammgast des Hot Club de Jazz, wo er das Duke Ellington Orchestra hörte.
Den Überfall Deutschlands auf Polen erlebte Tyrmand 1939 in Warschau, er floh ins polnische Wilno, das nach der Sowjetischen Besetzung Ostpolens an Litauen fiel, das wiederum 1940 von der Sowjetunion annektiert wurde. Er schrieb in Vilnius für mehrere polnischsprachige kommunistische Zeitungen Feuilletons. In Vilnius lernte er außerdem den polnischen Journalisten Franciszek Walicki kennen, der einer seiner wichtigsten Weggefährten wurde und seine Leidenschaft für den Jazz förderte. Tyrmands Eltern wiederum gerieten während der deutschen Besetzung Polens in Haft. Während die Mutter den Holocaust überlebte, wurde der Vater, Mieczysław Tyrmand, der vor Kriegsausbruch einen lukrativen Pelzgroßhandel betrieben hatte, im KZ Majdanek ermordet.
Während des Zweiten Weltkrieges engagierte sich Tyrmand auf Betreiben des polnischen Schriftstellers Waldemar Babinicz für mehrere konspirative polnische Unabhängigkeitsgruppen, weshalb er 1941 vom NKWD festgenommen wurde und in einen Gulag verbracht werden sollte. Durch den Angriff Deutschlands auf die Sowjetunion gelang ihm und seinen Mitstreitern allerdings die Flucht aus sowjetischer Haft. Mit Hilfe gefälschter französischer Dokumente wollte er auf dem Landweg in das von Deutschland eroberte Frankreich fliehen. Er schlug er sich auf dem Weg als Übersetzer, Kellner und Gleisarbeiter durch. Da die Möglichkeit einer Flucht nach Frankreich immer aussichtsloser wurde, heuerte er schließlich als Matrose an, um über das besetzte Norwegen ins neutrale Schweden zu gelangen. Im Hafen von Stavanger wurde er jedoch aufgegriffen und verbrachte den Rest des Zweiten Weltkrieges im KZ Grini in Norwegen.
Nach Kriegsende arbeitete Tyrmand zunächst für das Rote Kreuz und schließlich als Korrespondent für die polnische Presseagentur in Dänemark. 1946 kehrte er nach Warschau zurück und wurde freier Redakteur für Zeitschriften und Tageszeitungen wie Tygodnik Powszechny, Przekrój und Rzeczpospolita. Darüber hinaus arbeitete er mehrere Jahre für das Polskie Radio. Zu seinem Repertoire gehörte die Berichterstattung zu Themen rund um Musik, Theater und Sport, dennoch fiel Tyrmand immer wieder wegen sowjetkritischer Wortwahl auf und verlor dadurch regelmäßig Aufträge. 1953 wurde er schließlich mit einem Berufsverbot belegt und durfte nicht weiter als Journalist arbeiten.
Eine wichtige Rolle spielte Tyrmand vor allem beim Aufbau der polnischen Jazz-Szene. In Warschau gründete er 1946 einen regionalen Jazz-Club des YMCA. Auf seine Initiative fand am 30. Mai 1947 dort das erste öffentliche Jazz-Konzert unter dem Motto Jamsession statt, bei dem unter anderem der Saxophonist Charles Bovery, die Sängerin Jeanne Johnstone Schiele, der Klarinettist Juliusz Skowroński, der Pianist Wiesław Machan und der Schlagzeuger Janusz „Marek“ Byliński mitwirkten. Den YMCA-Clubs (weitere befanden sich in Krakau und Łódź) war jedoch kein langes Leben beschieden; sie wurden 1947 aufgelöst, als die Kulturfunktionäre der Polnischen Arbeiterpartei den Jazz als „bourgeois, dekadent, verdächtig und schädlich“ deklassierten. Tyrmand war dann 1954 Schirmherr des ersten polnischen Jazz-Festivals, des Krakauer Jazzallerseelen.
Bereits ab 1945 hatte Tyrmand an dem Erzählband Hotel Ansgar über seine Erlebnisse während des Zweiten Weltkrieges gearbeitet, der 1947 in Polen publiziert wurde. Seine ab 1954 zunehmend regimekritischen Romane wurden in Polen jedoch verboten, erschienen aber im Westen in deutscher und englischer Übersetzung. 1966 emigrierte er in die USA, wo er seine Arbeit als Redakteur für den New Yorker und das New York Times Magazine  fortsetzen konnte und zu einem Kritiker der in seinen Augen unmoralischen Kultur Hollywoods wurde.
Tyrmand starb an einem Herzinfarkt während eines Urlaubsaufenthalts in Florida.
Zu seinem 100. Geburtstag wurde in Polen 2020 durch den Sejm zum Leopold-Tyrmand-Jahr ausgerufen mit zahlreichen Veranstaltungen, Sonderpublikationen und Neuauflagen seines Werkes.

## Werke (Auswahl)
- Der Böse. Roman („Zły“, 1955). Ullstein-Verlag, Berlin 1958 (übersetzt von Kurt Harrer).
- Ein Hotel in Darlowo. Roman („Siedem dalekich rejsów“). Ullstein-Verlag, Berlin 1962 (übersetzt von Jan Tauschinski).
- Filip. Roman („Filip“, 1961). Ins Deutsche übersetzt von Peter Oliver Loew. Frankfurter Verlagsanstalt, Frankfurt 2021, ISBN 978-3-627-00284-8.